# Earias biplaga
Earias biplaga is een vlinder uit de familie visstaartjes (Nolidae). De wetenschappelijke naam van deze soort is voor het eerst geldig gepubliceerd in 1866 door Walker.
De soort komt voor in tropisch Afrika.